# Christian Dolfen
Christian Dolfen (Colonia, 26 dicembre 1877 – Osnabrück, 15 maggio 1961) è stato un archivista e ecclesiastico tedesco di fede cattolica. Nel 1952 fu il vincitore della Medaglia Justus Möser.

## Biografia
Christian Dolfen, i cui genitori morirono giovani, dal 1899 al 1905 frequentò la scuola redentorista di Vaals, quindi lo scolasticato redentorista di Treviri e il monastero di Geistingen. Dal 1906 all'ottobre 1914 insegnò storia della Chiesa presso lo scolasticato di Treviri. Nell'ottobre 1914 divenne cappellano di campo della 10ª divisione di rimpiazzo. Dal dicembre 1918 lavorò come archivista nel vicariato generale di Osnabrück e, dal 1927, fu anche direttore del museo diocesano. 
Nel 1933 conseguì il dottorato in teologia presso l'Università di Münster, discutendo la dissertazione intitolata Die Stellung des Erasmus von Rotterdam zur scholastischen Methode (La posizione di Erasmo da Rotterdam sul metodo scolastico). Tredici anni più tardi andò in pensione.
Nel 1952 ricevette la Medaglia Justus Möser, la più alta onorificenza della città di Osnabrück, e nel 1954 la Croce Federale al Merito. La Dolfenstraße di Osnabrück è intitolata in suo onore.

## Opere (selezione)
- (Hrsg.): Codex Gisle. Berlin 1926.
- Der Levitenstuhl der ehem. Stiftskirche St. Johann in Osnabrück. In: Jahrbuch des Provinzial-Museums zu Hannover NF Bd. 4, 1929, S. 88–98.
- Der Kaiserpokal der Stadt Osnabrück. Osnabrück 1927.
- Die Stellung des Erasmus von Rotterdam zur scholastischen Methode. Osnabrück 1936 (Dissertazione  dottorale, con Curriculum vitae).